# (12051) Pícha
12051 Picha (1997 JO) – planetoida z pasa głównego asteroid okrążająca Słońce w ciągu 3,5 lat w średniej odległości 2,31 j.a. Odkryta 2 maja 1997 roku.